# Vjenčanje Raja i Pakla
Vjenčanje Raja i Pakla (eng. The Marriage of Heaven and Hell) knjiga je britanskog pjesnika Williama Blakea. Niz je tekstova koji imitiraju biblijska proročanstva, ali iskazuju Blakeove vrlo osobna romantičarska i revolucionarna uvjerenja. Kao što je bio slučaj i s njegovim ostalim djelima, knjiga je nastala tako što je gravirao prozu, poeziju i ilustracije na ploče. Te su ploče naknadno Blake i njegova supruga Catherine obojili.
Djelo započinje uvodom kraće pjesme "Rintrah roars and shakes his fires in the burden'd air".
William Blake tvrdio je da je John Milton pravi pjesnik i da njegov ep Izgubljeni raj "iz Vražje stranke, a da to ni znao nije". Također je tvrdio da je Miltonov Sotona zapravo bio njegov Mesija.
Djelo je nastalo između 1790. i 1793., u vrijeme previranja i političkih sukoba odmah nakon Francuske revolucije. Naslov ironično aludira na teološko djelo Raj i Pakao Emanuela Swedenborga, koje je 33 godine ranije bilo objavljeno na latinskom jeziku. Blake direktno citira i kritizira Swedenborga na nekoliko mjesta u svojem djelu. Iako je njegovo mističko shvaćanje svemira utjecalo na Blakea, Swedenborgova su konvencionalna moralna ograničenja i njegov manihejski pogled na dobro i zlo natjerali Blakea da osmisli namjerno depolariziranu i ujedinjenu ideju svemira u kojem su materijalni svijet i požude tijela podjednako dio božanskog reda; drugim riječima, vjenčanje raja i pakla. Veći dio knjige napisan je u prozi, dok su stihovani jedino uvodni "Argument" i "Pjesma o slobodi". Pjesma prikazuje pjesnikov posjet paklu, motiv koji je Blake preuzeo iz Danteove Božanstvene komedije i Miltonova Izgubljenog raja.

## Izreke pakla
Za razliku od Miltona i Dantea Blake u početku ne gleda na pakao kao na mjesto kazne, već kao na izvor nepotisnute, djelomično dionizijske energije, dok raj promatra kao autoritarno i regulirano mjesto. Blake namjerava stvoriti ono što je nazvao "nezaboravnom maštarijom" kako bi otkrio represivnu prirodu konvencionalnog morala i organizirane religije, koje opisuje ovako:
U najpoznatijem dijelu knjige Blake navodi izreke pakla, koje prikazuju drugačiju mudrost od biblijske knjige Mudrih izreka. Demonske izreke provokativne su i paradoksalne. Njihova je svrha osnažiti misao. Nekoliko od Blakeovih izreka postalo je poznato:
Blake objašnjava:

## Interpretacija
Blakeova teorija opreka nije vjerovanje u suprotnosti već vjerovanje u to da svaka osoba odražava oprečnu prirodu Boga i da je život nemoguć bez opreka. Nadalje, istražuje oprečnu prirodu razuma i energije, vjerujući da postoje dvije vrste ljudi: "energični stvaraoci" i "racionalni organizatori", odnosno, kako ih naziva u Vjenčanju Raja i Pakla, "vragovi" i "anđeli". Prema Blakeu obje vrste su nužne za život.
Blakeov tekst različito se interpretiralo, ali zasigurno prikazuje dio revolucionarne kulture tadašnjeg razdoblja. Aluzije na tiskaru upućuju na podzemne radikalne tiskare koji su tada tiskali revolucionarne pamflete. Tiskari koje bi umrljala crna tinta komično se nazivalo "tiskarovim vragovima", a revolucionarna djela često se s propovjedaonica nazivali đavoljim djelima.

## Vrata opažanja
U knjizi se pojavljuju sljedeće rečenice: "Da vrata opažanja bijahu pročišćena, sve bi se pokazalo onakvim kakvo i jest, tj. beskonačnim. Jer se čovjek sam tako zatvorio da sve stvari gleda kroz tijesnu pukotinu pećine svoje.". Ta je ideja slična Huxleyjevom konceptu "Oslobođenog uma".

## Utjecaj
Vjenčanje Raja i Pakla vjerojatno je nautjecajnije od Blakeovih djela. Njegov pogled na dinamični odnos između stabilnog "Raja" i energičnog "Pakla" fascinirao je teologe, estetičare i psihologe. 
Aldous Huxley preuzeo je ime za jedno od svojih najpoznatijih djela, Vrata percepcije, iz Vjenčanja Raja i Pakla, što je pak nadahnulo ime američkog rock sastava The Doors. Huxleyjev je suvremenik C. S. Lewis napisao Veliku rastavu o razvodu Raja i Pakla kao odgovor na Blakeovo Vjenčanje.
Prema Michelu Suryi književnik Georges Bataille bacio je stranice iz Blakeove knjige u mrtvački sanduk svoje prijateljice i ljubavnice Colette Peignot kad je umrla 1938. godine.
U pjesmi Wallacea Stevensa "Less and Less Human, O Savage Spirit" prisutna je aluzija iz Vjenčanja Raja i Pakla koja se odnosi na Aristotelov kostur.
Benjamin Britten uvrstio je nekoliko Izreka pakla u svoj ciklus pjesama Songs and Proverbs of William Blake iz 1965. godine.
Roman Beskonačna šala Davida Fostera Wallacea spominje avangardni film pod imenom Predbračni ugovor Raja i Pakla.
U popularnoj se kulturi često aludiralo na djelo, pogotovo u vrijeme kontrakulture iz 1960-ih. Eksperimentalni sastav Ulver objavio je album Themes from William Blake's The Marriage of Heaven and Hell, koji je uglazbio tekstove iz te knjige. Američka black metal grupa Judas Iscariot često citira izvatke iz Vjenčanja Raja i Pakla u pjesmi "Portions of Eternity Too Great for the Eye of Man" (čiji je sam naziv preuzet iz Blakeova citata). Američka power metal skupina Virgin Steele objavila je dva albuma utemeljena na Blakeovu radu, The Marriage of Heaven and Hell Part I (iz 1995.) i The Marriage of Heaven and Hell Part II (iz 1996.). Citat "Put neumjerenosti vodi u dvorac mudrosti" otisnut je i prikazan u jednoj od scena filma Trnci Davida Cronenberga iz 1975. godine.